# Wald test
Il Wald test è una prova statistica, usata tipicamente per esaminare se un effetto esiste oppure no. Cioè esamina se una variabile indipendente ha un rapporto statisticamente significativo con la  variabile dipendente. 
Per esempio, si supponga che un economista che ha un database che lega classe sociale e numero di scarpe voglia vedere se queste due variabili sono in relazione.
Sia θ l'aumento medio nel numero delle scarpe per gli appartenenti alla classe alta confrontata alla gente classe media: allora la prova del Wald test può essere usata per esaminare se θ è 0 (nel qual caso la classe sociale non ha associazione con la misura delle scarpe) o non-zero (il numero di scarpe varia fra le classi sociali). 
Oppure, in ambito medico, supponiamo di voler verificare che fumare aumenti il rischio di cancro polmonare R volte. Il Wald test può essere usata per esaminare se: 
R = 1 ovvero fumare non altera il rischio di tumori ai polmoni OPPURE 
R ≠ 1 ovvero fumare altera il rischio di tumore ai polmoni 
Il Wald test può essere usata in una grande varietà di modelli differenti compresi i modelli per le variabili dicotomiche ed i modelli per le variabili continue. .

## Dettagli matematici
Nel test di Wald (così chiamato dal suo ideatore Abraham Wald) la  stima di massima verosimiglianza {\displaystyle {\hat {\theta }}} del parametro di interesse {\displaystyle \theta } è confrontata con un valore proposto, {\displaystyle \theta _{0}}, sotto l'assunzione che la differenza tra le due avrà una distribuzione che si può approssimare con una normale. Tipicamente, il quadrato delle differenze viene confrontato con una distribuzione Chi-quadro. Nel caso univariato, la statistica di Wald è:
{\displaystyle {\frac {({\widehat {\theta }}-\theta _{0})^{2}}{\operatorname {var} ({\hat {\theta }})}}}
che viene confrontato con una Chi quadro.
In alternativa, la differenza può essere confrontata con la distribuzione normale. In questo caso la statistica test è
{\displaystyle {\frac {{\widehat {\theta }}-\theta _{0}}{\operatorname {se} ({\hat {\theta }})}}}
dove {\displaystyle \operatorname {se} ({\widehat {\theta }})} è l'errore standard della stima di massima verosimiglianza. Una stima ragionevole dell'errore standard per lo stimatore di massima verosimiglianza (MLE) può essere data da {\displaystyle {\frac {1}{\sqrt {I_{n}(MLE)}}}}, essendo {\displaystyle I_{n}} l'informazione di Fisher del parametro.
Nel caso multivariato, un test su più parametri contemporaneamente è realizzato usando una matrice di varianze e covarianze. Un uso comune è quello di eseguire un test di Wald su di una variabile categorica reinterpretandola come un insieme di variabili dicotomiche.

## Alternative al test di Wald
Anche il test del rapporto di verosimiglianza può essere usato per verificare se sussista o meno un determinato effetto. Solitamente il test di Wald e quello del rapporto di verosimiglianza portano a conclusioni molto simili (poiché sono asintoticamente equivalenti) ma, molto raramente, essi differiscono abbastanza da portare a conclusioni differenti: il ricercatore si può trovare in una situazione in cui il p-value sia significativo quando l'intervallo di confidenza include lo 0, oppure il p-value non sia significativo quando l'intervallo di confidenza esclude lo zero. In questa situazione occorre ricordare che la significatività statistica è sempre un concetto in qualche modo arbitrario, dal momento che essa dipende dal livello di significatività scelto.
Ci sono alcune ragioni per preferire il test di verosimiglianza rispetto al test di Wald

.  Una di esse è che il test di Wald può fornire risposte differenti allo stesso problema, a seconda di come la domanda è formulata. Per esempio, chiedersi se R=1 dovrebbe essere lo stesso che chiedersi se log (R) = 0. Eppure la statistica di Wald per R=1 non è la stessa di quella che si ottiene per log (R) = 0 (poiché, in generale, non c'è alcuna relazione tra gli errori standard di R e quelli di log R). Il test del rapporto di verosimiglianza darà invece lo stesso risultato, sia che noi lavoriamo con R, log R o qualsiasi altra trasformazione di R. Un'altra ragione di ciò è che il test di Wald ricorre a due assunzioni (che noi conosciamo l'errore standard, e che la distribuzione sia una Chi-quadro), mentre il test del rapporto di verosimiglianza ricorre ad una sola assunzione (che la distribuzione sia una Chi-quadro).
Un'ulteriore alternativa è lo "score test", che possiede il vantaggio di poter essere formulato in situazioni in cui la variabilità è difficile da stimare; il test di Cochran-Mantel-Haenszel è un esempio di "score test".